# American Gothic

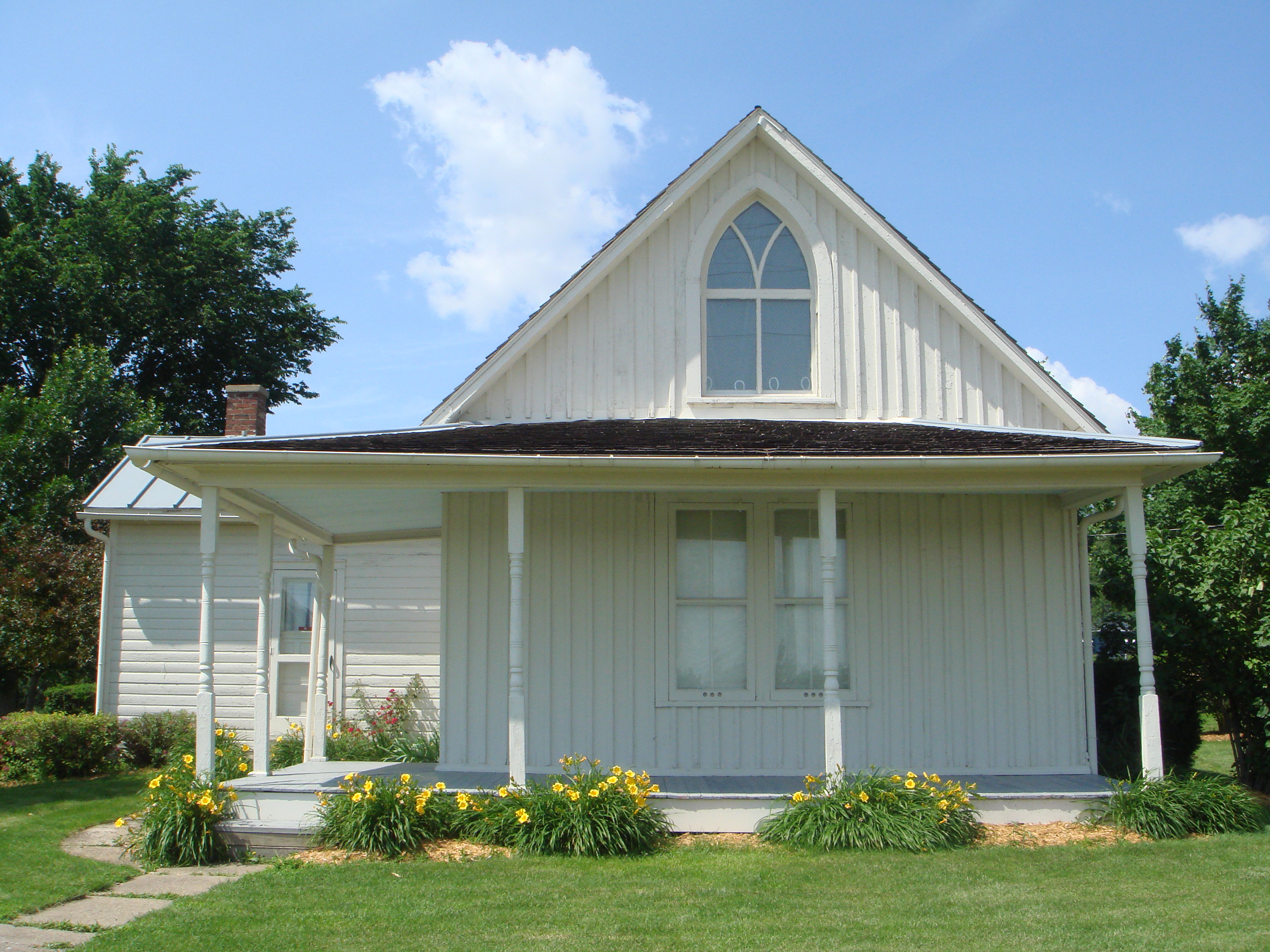
Gotisch huis in Eldon. Wood wilde eerst alleen het gebouw schilderen maar zette er later de mensen bij die volgens hem 'in dat huis zouden hebben kunnen wonen'.

American Gothic is een schilderij van de Amerikaanse kunstschilder Grant Wood uit 1930. Het is in de stijl van het realisme en is 78 bij 65,3 cm groot. Het bevindt zich in de collectie van het Art Institute of Chicago.

## Beschrijving en duiding
American Gothic is een ambivalent portret van een zwijgzaam stel, staande voor een neogotisch huis, met Woods zus Nan en zijn tandarts B.H. McKeeby als modellen. Onduidelijk blijft of het gaat om een echtpaar of om een vader met dochter. De houding van de boer is defensief; hij houdt de hooivork in de aanslag om indringers te verjagen. De zijwaartse blik van de in oud-koloniale jurk geklede vrouw kan van alles betekenen. Volgens sommigen duidt het, net als de haarlok bij haar merkwaardig lange nek, mogelijk op een onderdrukte sensualiteit. De bloemen boven de rechterschouder van de vrouw symboliseren huiselijkheid. Haar broche wijst op een puriteinse degelijkheid.
Onduidelijk blijft of het werk (en de titel) bedoeld is als een lofzang op de standvastigheid van de Amerikaanse pioniersgeest of als parodie op de conservatieve waarden van het middenwesten. Wood heeft zelf dat laatste altijd nadrukkelijk ontkend, hoewel zijn nagelaten correspondentie soms anders doet vermoeden.

## Stijl
American Gothic is uitgevoerd in de stijl van het 'Amerikaans realisme' uit de jaren dertig, welke sterk werd beïnvloed door de Duitse renaissance. Wood werkt dit uit in een sterk veristische stijl, waarbij hij sterk aansloot bij de detaillering van de Vlaamse Primitieven, meer in het bijzonder bij Jan van Eyck, die hij tijdens zijn verblijf in Europa had bestudeerd. Qua compositie is de invloed van de fotografie herkenbaar.

## Ontvangst en waardering
Wood deed in 1930 met American Gothic mee aan een wedstrijd van het Art Institute of Chicago, waar het de bronzen medaille won. Achteraf bleek dat er binnen de jury veel onenigheid was geweest over de beoordeling van de artistieke waarde. Een van de enthousiaste juryleden overtuigde na afloop van de competitie de museumleiding van het belang om het werk aan te kopen. Thans geldt het als een van de grote trekpleisters van het instituut.
American Gothic heeft inmiddels in de Verenigde Staten een welhaast iconische uitstraling gekregen, niet in de laatste plaats door de vele discussies over de interpretatie die het altijd opgeworpen heeft, en nog steeds doet. Ook wordt in tal van Amerikaanse films en televisieseries nog steeds aan het werk gerefereerd, bijvoorbeeld in The Rocky Horror Picture Show, The Simpsons, Fairly Odd Parents, de aankondiging van Desperate Housewives, maar ook in diverse commercials.

## Noot
1. 1 2  Cf. Reg Grant: Amerikaanse gotiek, in: Stephen Farthing (redactie): 1001 schilderijen die je gezien moet hebben! Librero, 2012. ISBN 978-90-8998-209-4